# Parafia św. Wojciecha w Elblągu
Parafia Świętego Wojciecha w Elblągu - rzymskokatolicka parafia położona w diecezji elbląskiej, w dekanacie Elbląg-Północ. Erygowana dekretem biskupa warmińskiego Andrzeja Thiela 22 lutego 1907 roku. Jest to druga, co do kolejności powstania parafia w mieście.

## Proboszczowie

### Proboszczowie przed 1945[2]
- ks. Hugo Ganswindt (1909–1920)
- ks. Antoni Temma (1920–1935)
- ks. Alojzy Schmauch (1936–1940)
- ks. Ryszard Ȍllers (1940–1945)

### Proboszczowie po 1945[2]
- o. Hilary Pracz-Praczyński (1945–1956; w latach 1950-1953 był skazany i przebywał w więzieniu)
  - ks. Władysław Błachnio (1950–1952; administrator)
  - o. Jerzy Wierdak (1952–1953; administrator)
- ks. Aleksander Iwanicki (1956–1979)
- ks. Karol Święcki (1979–1984)
- ks. Bogusław Sochacki (1984–2000 †)
- ks. kan. Stanisław Błaszkowski (2000–2005)
- ks. prał. Walenty Szymański (2005–2022)
- ks. kan. Sylwester Ziemann (od 2022)